# 金鐘五
金 鐘五（キム・ジョンオ、きん しょうご、김종오）は大韓民国の軍人。
朝鮮戦争開戦時は第6師団を指揮していた。指揮した著名な戦いに春川の戦い、白馬高地の戦い 。休戦後は合同参謀議長、陸軍参謀総長を歴任して大将に昇進した。太極武功勲章受章者。
金鍾五とも表記される。

## 生涯
1921年5月22日、忠清北道清州郡（現在の清州市）で生まれる。
日本の中央大学法学部在学中に学徒出陣し、日本陸軍少尉任官。
清州に帰郷後、同じく学徒兵出身の閔耭植と共に日本軍から引き渡された武器で「武装自衛隊」を組織した。
1946年1月、大韓民国陸軍の前身である南朝鮮国防警備隊に入隊。1月22日付にて軍事英語学校卒業、任少尉。軍番31番。
1946年2月26日より、全羅北道にて金白一中尉のもと、第三連隊の創設に参加。
1947年12月1日、京畿道を担当する第1連隊長。

### 国境紛争
1949年より38度線では南北の武力衝突が頻発しつつあり、5月4日、左派の将校が多数の兵士を道連れに北朝鮮に亡命する大事件が起こった。38度線に近い春川に駐屯していた第8連隊第1大隊の半数（大隊長表武源を含む士官4名、兵士213名）が北朝鮮側に亡命。翌日の5月5日には第8連隊第2大隊の大隊長姜太武と兵士150人が越北した。
これらの事件を皮切りに第1連隊が警備していた議政府でも北朝鮮軍の侵入が度重なっていた。連隊長の金鐘五は越北を装い収容に来た北朝鮮軍部隊を攻撃する計画を立案した。情報局の金昌龍大尉と図り、38度線を行き来している二重スパイを利用して北朝鮮軍に「一個大隊が5月8日に社稷里を経て燕谷に越北するから収容の措置を講じてほしい」と伝えさせた。第8連隊の集団越北の直後だったこともあり北朝鮮軍側はこれを信用し、報道関係者まで集めて収容の準備を行った。
5月7日、一個中隊に越北を装わせ、東側より二個中隊、西側より一個小隊を迂回させ、収容に来た部隊の退路を遮断する計画であった。しかし迂回していた二個中隊が道を誤り北朝鮮軍と遭遇し交戦した。北朝鮮軍は偽装に感づいたらしく中隊を収容しに来なかった。戦闘は激しく、二個中隊は撤退し作戦は失敗に終わったと思われた。
しかし、西側から浸透し、無線が通じずに待ち伏せ姿勢のまま待機していた一個小隊が、一個中隊程度の北朝鮮軍を捕捉、攻撃した。小隊は104人を射殺し、捕虜13人を得て、小銃100丁余、機関銃1丁を鹵獲して引き揚げ、結果作戦は成功した。
1950年6月10日、第6師団長。

### 朝鮮戦争

#### 春川の戦い
1950年6月25日、朝鮮戦争勃発。韓国軍第6師団には北朝鮮軍第2師団（李青松少将）と独立戦車連隊の支援を受けた北朝鮮軍第12師団（全宇少将）が侵攻してきた。
韓国軍第6師団は険峻な地形を利用して勇戦した。この戦闘（国境開戦）で北朝鮮軍は春川の攻略が遅れ、北朝鮮軍第2師団はかなりの損害を受けた。これにより第2師団を水原に突入させ韓国軍主力を捕捉するという北朝鮮軍の計画に躓きが生じることとなる。
6月27日、洪川に敵の圧力が加わり春川を放棄せざる得なかった。この時、韓国陸軍本部との連絡が通じると、金白一から「貴官の判断で中央線沿いに持久せよ」と命じられた。しかしその後、陸軍本部との連絡は途絶した。第6師団は抵抗しながら原州に整然と後退した。
6月30日、洪川が陥落して北朝鮮軍は行動の自由を得たが、予定より4日も遅れたことは後の戦況に大きく影響することになった。第6師団は原州に撤収し終え全周防御を準備した。
その後、張昌國作戦局長が原州に飛来した。張作戦局長は全般戦況を伝え、第8師団の撤収を掩護した後、忠州まで後退して驪州方面の警戒を厳にするよう注意した。また第8師団に後退命令を伝えるように依頼した。金鐘五は第8師団に陸軍本部の命令を伝えた後、偵察隊を出した。驪州の町は至る所に人民共和国万歳の壁報が貼られ、敵の侵入を匂わせていた。この報告に金鐘五は驪州に入った部隊が忠州に南下して師団の退路を断つことを恐れた。

#### 7月の遅滞戦闘
7月1日午後、第6師団に原州を放棄して忠州‐堤川の線まで後退するように下令した。夕方、第7連隊に神林里の峠を防御させ、主力をもって忠州北側の漢江線を防御した。しかし漢江線の韓国軍主力と第6師団の間には90キロメートル以上の間隙が出来ており、陸軍本部がある水原は開放されていた。陸軍本部は3日に第6師団に安城付近から忠州までの間を防御するよう命じられ、金鐘五は第2連隊第2大隊を成歓方面、第19連隊を安城東側、第7連隊を忠州に急進させて防御した。
7月4日、陸軍本部は第6師団に「一部を持って第8師団の転進を掩護するとともに全力を持って安城東側-陰城の線を確保せよ」と命じた。金鐘五は忠州の第7連隊を陰城に急派して第2連隊主力を忠州に留めて第8師団の転進を擁護させた。陰城に派遣された第7連隊は第15師団（朴成哲少将）第49連隊を待ち伏せで撃退している。
7月5日夜、第6師団司令部を忠州から曽坪に移動した。この時、師団の正面は70キロメートルにまで展開しており、アメリカ軍第34連隊の右翼を防御するとともに韓国軍第1軍団を掩護した。7月5日夕方に司令部を曽坪に移し終えた金師団長は無極里の奪回を決意し、7月6日に砲兵支援のもと第7連隊に奪回を命じた。第49連隊を撃退して無極里を奪回したが間もなく逆襲を受け陰城の旧陣地に後退した。
7月7日、忠州北側の漢江線で北朝鮮軍第12師団が渡河を開始したが第3大隊はこれを撃退した。翌8日、北朝鮮軍第12師団と北朝鮮軍第1師団（崔光少将）が攻撃を開始し、第2連隊は水安堡に撤収した。7月9日、第2連隊は反撃を開始して敵と数時間交戦した。しかし連隊の攻撃も底を突き、敵が両翼を包囲し始めたので霧を利用して花泉里まで後退した。10日には第7連隊と第19連隊主力が集結した。
7月12日、北朝鮮軍第1師団が攻撃を開始した。第6師団は抵抗を試みながら小白山脈に撤収した。7月13日、梨花嶺と鳥嶺関南側に第2連隊、第19連隊を占領させ第7連隊を第2線に配備した。金師団長は不撤退を決意していた。7月14日、北朝鮮軍第1師団は再び攻撃を開始した。
7月15日に第2軍団（劉載興准将）が創設され、敵と交戦中であった第6師団と第8師団が編入された。第6師団は敵と交戦していたが北朝鮮軍第1師団が戦車を先頭にして、火力支援のもとに総攻撃をかけると第6師団は撃退され16日に玉女峰‐風鳴山の線に後退して戦線を整理した。
ところが左翼の第1師団との間に30キロメートルの間隙が出来ており、そこに第15師団が南下したため第2軍団に頴江の線への後退と1個大隊を化寧場に急派するよう命ぜられた。その後、第6師団は頴江を障害にして北朝鮮軍第1師団、北朝鮮軍第13師団（崔勇進少将）の猛攻を防いでいたが7月25日には頴江南岸の陣地は至る所で蚕食されていた。
7月27日、増援の韓国軍第1師団（白善燁准将）が到着すると、以後8月まで第1師団と共に2個師団との血戦が続けられた。

#### 釜山橋頭堡の戦い
8月2日、第2軍団の命令により第6師団は洛東江を渡河して龍基洞一帯に配備した。
8月3日、洛東江を渡河した北朝鮮軍第1師団が攻撃を開始した（8月攻勢）。第6師団は一進一退の攻防を繰り広げながら軍威南側の新寧まで後退した。新寧では北朝鮮軍第8師団（呉白龍少将）が加わり8月中、第6師団は2個師団と交戦した。
9月攻勢で第6師団は北朝鮮軍第8師団と交戦した。
9月5日、右翼の北朝鮮軍第8師団が撃退され永川が危機的状況となっていたので第1師団は第11連隊、第6師団は第19連隊を軍団に差し出した。
9月6日、北朝鮮軍第8師団は一斉に攻撃を開始した。天候が悪く航空機の爆撃が無いと踏んだのか昼間に攻撃した。第6師団の卞特攻隊は先鋒の戦車8輌を破壊した。北朝鮮軍第8師団はアメリカ空軍の大規模な爆撃で大きな打撃を受け、以後は夜間に小部隊で前哨陣地を襲撃する程度になった。北朝鮮軍では日毎に投降、脱走する兵士が増加し、守勢に転じることとなった。

#### 北進
9月15日に仁川上陸作戦が行われると、第8軍は攻勢に転移した。第6師団も翌16日に攻勢をかけたが、北朝鮮軍第8師団の抵抗で攻撃は進展しなかった。
9月21日夜、第2連隊長の咸炳善大佐は連隊の車両170両を集結させ前照灯を付け大声で軍歌を歌わせながら部隊を北進させた。そして前照灯を消して静かに後退すると、再び同様に車両行軍させこれを3回反復させると敵に大規模な増援部隊が前進していると思わせた。この策により鳥林山を無血で奪回した。この後、北朝鮮軍第8師団を撃滅。9月22日、軍威を奪還。師団は敗走する部隊を撃破しながら北上した。そして9月30日、原州に到達した。
10月5日、第6師団は38度線を越えて春川‐華川‐金化‐平康道沿いに進撃した。
10月10日、第2軍団の命令で元山に進撃し、10月14日に到着した。

#### 中共軍の介入
第6師団は北上して敵の抵抗を排して熙川を攻略した。10月24日、金鐘五は第19連隊に熙川を確保させ、第7連隊を楚山、第2連隊は温井を経由して碧潼に突進させた。このため第6師団は南北90キロメートル、東西50キロメートルに分散していた。また10月中旬に中共軍が密かに鴨緑江を渡り朝鮮半島に侵入しており、北上する国連軍を待ち構えていた。中共軍は道路に部隊を配置せず、第7連隊をわざと通過させてから退路を遮断し後続の第2連隊を包囲した。
第7連隊の先鋒隊は楚山に達して鴨緑江一番乗りを果たしたが退路を遮断されており包囲された第2連隊と第7連隊は壊乱した。この混乱時、金鐘五は車両事故により負傷入院しており第6師団長は張都暎准将が就任した。
1950年10月31日、第9師団長。
1951年1月13日、第1軍団参謀長（同年1月26日まで）。同年3月17日、第3師団長。第3師団は第3軍団右翼の徳積里‐加里峰の線を防御していた。
5月15日、北朝鮮軍と中共軍は五月攻勢をかけた。第3師団は北朝鮮軍第5軍団と交戦、数度の攻撃を撃退したが16日午後、右翼の首都師団第1連隊の主抵抗線が突破されてから状況が悪化し陣地の一部が突破されたが地形を利用して主抵抗線を防御した。しかし左翼の第7師団、第9師団の状況と後退路上の五山峠が遮断されたとの報告を受けると敵の包囲を憂慮して後退した。
第3軍団は第3師団と第9師団を共同させて五山峠を突破した後、後退する計画を立案した。しかし両師団の堅密な連携と統制が不十分であった。このため中共軍の攻撃で混乱が生じ、師団の統制が不可能な状況であり一部の部隊は無断で無秩序に後退した。
5月18日、金鐘五は突破は不可能と判断すると、攻撃を中止して芳台山を経由して蒼村に後退するよう命じた。しかし中共軍の追撃で多くの部隊が分散した。五月攻勢が収束した後、人事局長。
1952年5月、第9師団長。9月1日、任少将。10月6日、中共軍第38軍が鉄原北方の395高地を攻撃した（白馬高地の戦い）。
第9師団は強力な砲兵及び航空火力の支援を受けながら14日間、第38軍と14回に亘る争奪戦を繰り返し頂上の主が7回入れ替わる程の激戦を繰り広げた。金鐘五は適時、適切な予備隊の投入及び部隊交代によって将兵に活力を与え目標奪取のための士気を堅持した。
激戦の末、395高地を確保した。第9師団は約3500人の死傷者を出し中共軍は約1万人余が戦死傷又は捕虜となったと推計された。この時の功績で殊勲十字章を授与された。
1952年11月、陸軍士官学校校長。

### 休戦後
1954年2月、第1軍団長。10月、任中将。
1956年9月、第5軍団長。
1957年7月、陸軍教育総長。
1959年2月23日、陸軍参謀次長。
1960年8月、第1軍司令官。10月、合同参謀議長。
1961年6月、陸軍参謀総長、任大将。
1965年4月、予備役編入。
1966年3月30日午前9時25分、自宅で肺腫瘍によって死亡。陸軍葬が行われ、陸軍本部官庁で仏教式で挙行された後、国立墓地に埋葬された。

## 人物
朝鮮戦争で活躍した最も印象的な韓国軍指揮官を挙げるとするならば、まず最初に白善燁と金鐘五を挙げることができる。白善燁は大勝よりも部隊の編制を維持して無理をしない作戦で敗北しない粘り強さが強みであり、それに比べると金鍾五の戦果は尖っていた。
副官だった陳鍾埰（진종채）によれば、完璧主義者に近く、何をしていても隙が無く、責任感が強かった。また悲喜の表情を出さず、怒ることがあまりなかった。
林富澤は「後退作戦のときは、どうも消極的な指揮だと考えてよく喧嘩した。しかし考えてみれば、常に全般をみた沈着な指揮統率であったと敬服している。結局、清川江畔で負傷されるまで任えたわけだが、思慮周密で計画性があり、決して無理をしないので定評があった」と金鐘五の統率について敬意を払っていた。
芙江初等学校増築、芙江中学校と世宗ハイテク高等学校の前身となった芙江工業高等学校、外川初等学校、葛院初等学校、賢都中学校の建設を支援するなど、故郷の教育の発展に寄与した。
1962年8月にフィリップ・チャールズ・ハビブがアメリカに送った文書には「陸軍の優秀な指揮官であり、朴正熙議長は彼の能力に徐々に頼る必要があると思われる」と書かれている。

## 勲章
- レジオン・オブ・メリット - 1951年9月25日[9]
- 殊勲十字章 - 1953年4月29日[9]
- レジオン・オブ・メリット - 1953年6月9日[9]
- 太極武功勲章 - 1953年12月26日
- レジオン・オブ・メリット - 1962年10月12日[18]
- レジオン・オブ・メリット - 1965年2月5日[18]